# Skírnismál

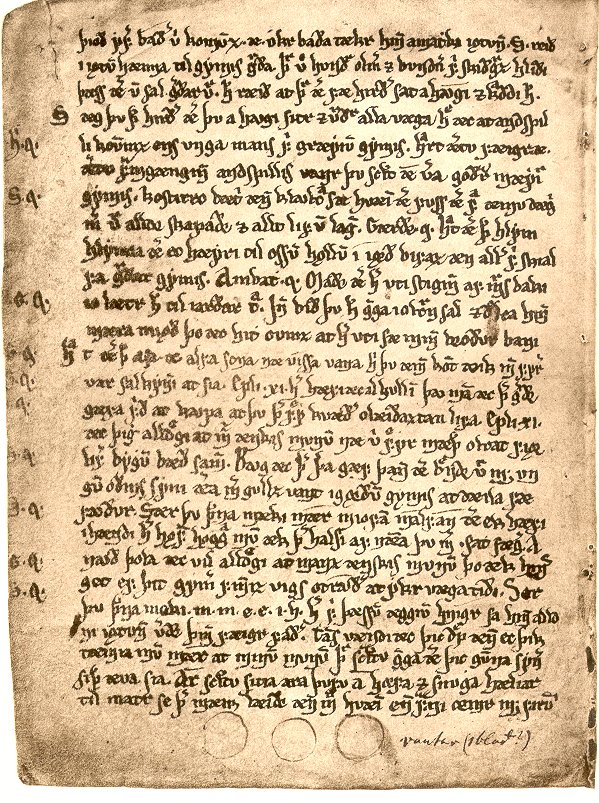
AM 748 I 4^{to}, een van de twee manuscripten om Skírnismál te bewaren, heeft notas in de marge die de spreker van elk vers aangeven. Sommige auteurs zien dit als een aanwijzing dat het gedicht werd opgevoerd als ritueel drama.

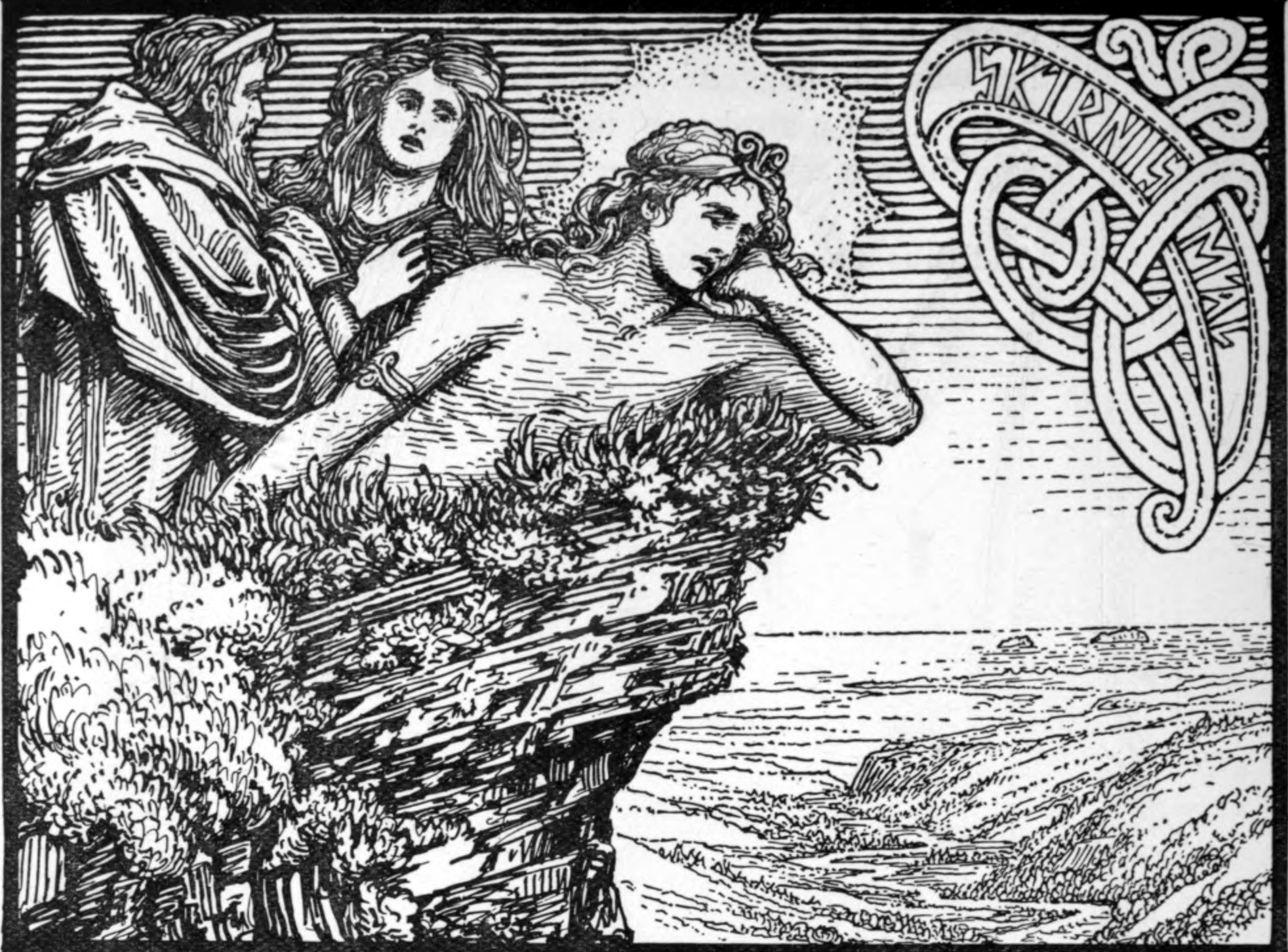
Freyr is ziek van verliefdheid, 1908

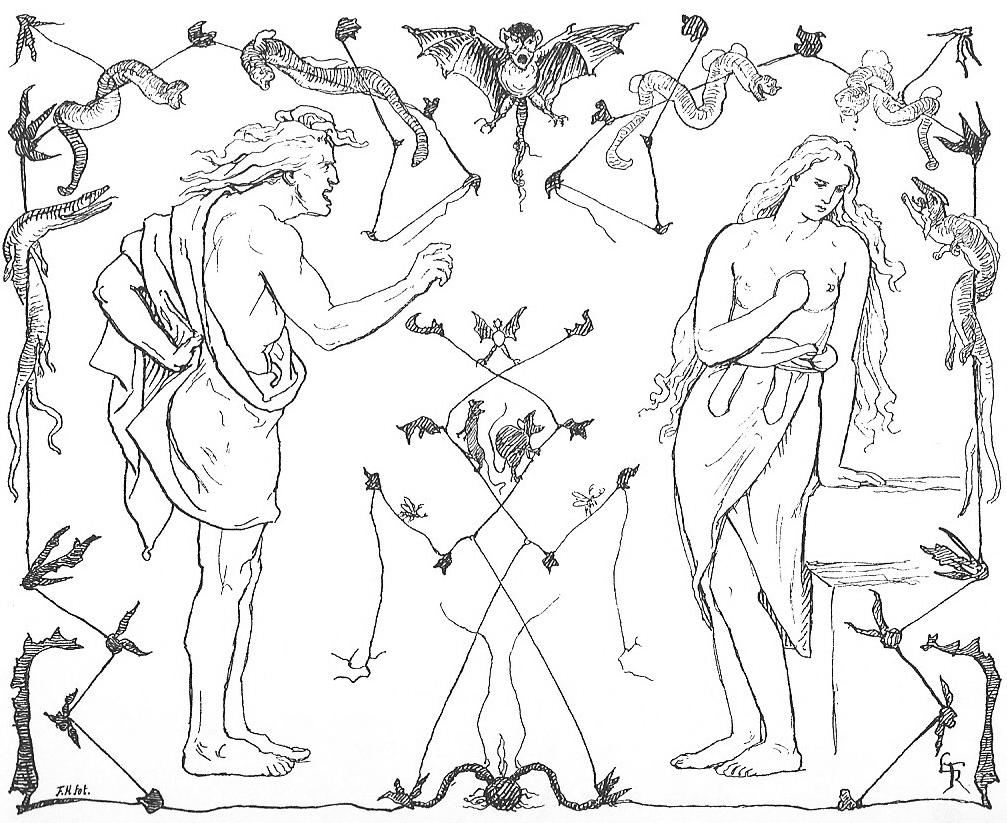
Skirnir bedreigt Gerd, 1895

Skírnismál is in de Edda een gedicht dat de Tocht van Skirnir meesterlijk beschrijft. Als kunstwerk is het gedicht indrukwekkend. Het laat zien hoe een handeling vorm kan worden gegeven door enkel dialogen. Zelfs de tocht van de dienaar naar de reuzendochter wordt aldus beschreven, doordat deze zijn paard toespreekt.
Freyr had zich op Hlidskjalf gezet en overzag aldus de hele wereld, tot hij ergens in reuzenland Jötenheim een maagdelijke schone ontwaarde, die zich vanuit het huis van haar vader naar het eigen vertrek begaf. Dat wekte zijn verlangen. Skirnir, Freyr's dienaar, werd toen door vader Njord overtuigd om met Freyr te gaan praten teneinde hem uit zijn enigszins verlammende begeestering te halen.
Stanza 1: Njord:
Sta op Skirnir!
ga vlug tot mijn zoon
om woorden met hem te wisselen
en hem te vragen
wat hem overviel
dat hem van hartstocht verteert.
Stanza 6: Freyr:
In Gymir's woning
zag ik binnengaan
een maagd die mij behaagt;
haar armen straalden
en schitterend blonken
zelfs de lucht en de zee.
Stanza 7:
Ik min deze maagd
meer dan een man
ooit een meisje beminde:
geen enkele Alf
of Ase wenst
dat wij zouden tezamen zijn!
Freyr dwingt in de hoedanigheid van Skirnir (de schitterende) de liefde af van Gerd, de dochter van Gymir (een Jötun), in Jötunheimr. Skirnir meldt zich in de hal van de reus Gymir. Gerd verzoekt hem de hal binnen te treden, en zonder omhaal begint Skrirnir haar het hof te maken. Hij biedt haar geschenken en daarna bedreigingen. Gerd bezwijkt uiteindelijk voor hem.
Skírnir rapporteert aan Freyr, die hem vraagt (stanza 40):
Zeg me, Skirnir, nog voor ge ontzadelt
Of een stap verder voorwaarts zet
Is het nieuws dat ge me brengt van Jötunheim
Goed nieuws of is het slecht?
Skírnir antwoordt (stanza 41):
In de wouden van Barri, die wij beiden zo goed kennen,
Een rustig stille en vredige plek, zal
Over negen nachten tijds, aan Njörd's zoon
Gerd zichzelf geven
Stanza 42, Freyr's antwoord aan Skirnir:
Lang is een nacht,
lang zijn er twee,
hoe verduur ik er drie?
vaak leek mij een maand
minder te zijn
dan heden een halve nacht!
Als men Gerd als verpersoonlijking van het akkerland beschouwt, dan lijkt het geheel op een evocatie van de terugkerende lente in deze god van de vruchtbaarheid.
Het gedicht gaat door allerlei emoties, van liefdevolle sereniteit, over heroïsche passie tot vervloekingszucht, en sluit dan weer aan bij de beginstemming in kwijnend liefdesbegeren. 

## Bron
- Edda